# Hyophila riparia
Hyophila riparia là một loài rêu trong họ Pottiaceae. Loài này được (Austin) M. Fleisch. mô tả khoa học đầu tiên năm 1904.